# Osinskij rajon (Oblast' di Irkutsk)
L'Osinskij rajon (in russo Осинский район?) è un rajon dell'Oblast' di Irkutsk, nella Russia asiatica; il capoluogo è Osa. Istituito nel 1975, ricopre una superficie di 4.400 chilometri quadrati e consta di una popolazione di circa 21.000 abitanti.